# Nanaguna dorsofascia
Nanaguna dorsofascia är en fjärilsart som beskrevs av Embrik Strand 1917. Nanaguna dorsofascia ingår i släktet Nanaguna och familjen trågspinnare. Inga underarter finns listade i Catalogue of Life.